# 杜魯司路
杜魯司路（法語：avenue Duluth）是加拿大魁北克省滿地可的一條東西向道路，沿路有許多食肆及店鋪。
該道路於1859年啟用，初名為聖若翰洗者街（rue Saint-Jean-Baptiste），後於1890年12月1日更為現名。

## 來源
- Julie St-Onge, "L'avenue Duluth", Les grandes rues de Montréal, site  Web des Archives de la Ville de Montréal, http://ville.montreal.qc.ca/portal/page?_pageid=5677,32377691&_dad=portal&_schema=PORTAL （页面存档备份，存于）